# Randolph Bourne
Randolph Silliman Bourne (* 30. Mai 1886 in Bloomfield (New Jersey); † 22. Dezember 1918) war ein amerikanischer Publizist. Er ist heute noch bekannt für seine Aufsätze und insbesondere auch für das nicht vollendete Manuskript The State („Der Staat“), das nach seinem Tode entdeckt wurde. Seine Aufsätze erschienen in verschiedenen Zeitschriften, darunter The Seven Arts und The New Republic.

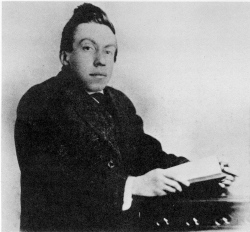
Randolph Bourne

## Leben
Bourne studierte bei John Dewey an der Columbia-Universität von New York. In seinem Aufsatz „Transnationales Amerika“ von 1916 trat er dafür ein, dass die USA die Kulturen der Einwanderer aufnehmen und ein „kosmopolitisches Amerika“ schaffen sollten, statt sie zu zwingen, sich an eine anglophile Kultur anzupassen, wie es die Ideologie des Schmelztiegels vertrat.
Bourne starb während der Grippe-Epidemie nach dem Ersten Weltkrieg. Seine Ideen haben Einfluss gehabt auf kosmopolitische und multikulturelle Konzepte.
Seit seiner Geburt litt er an einer durch falschen Einsatz einer Geburtszange verursachten Verformung des Gesichts, und mit vier Jahren erkrankte er an einer Wirbelsäulen-Tuberkulose, so dass sein Wachstum gehemmt war und er einen Buckel hatte.

## Randolph-Bourne-Institut
Das Randolph-Bourne-Institut hat es sich zur Aufgabe gemacht, sein Andenken zu ehren und eine amerikanische Außenpolitik zu unterstützen, die das Ziel einer friedlichen Welt ohne Interventionen anstrebt. Es veröffentlicht die Webseite Antiwar.com.

## Werke
- The State (1918).
- "War is the Health of the State" (1918), excerpted from The State.
- Trans-National America, from Atlantic Monthly, 118 (July 1916), 86–97